# ApacheBench
ApacheBench (ab) est un programme en ligne de commande pour la mesure de performance et les tests de charge de serveur HTTP. À l'origine conçu pour Apache HTTP Server, il est désormais utilisable sur tous les serveurs HTTP classiques.

## Exemple d'utilisation
ab -n 100 -c 10 http://www.yahoo.com/

Ceci va envoyer 100 requêtes GET HTTP, avec jusqu'à 10 requêtes parallèles, à l'URL spécifiée, ici "http://www.yahoo.com/".